# Thamnophilus stictocephalus
A Thamnophilus stictocephalus a madarak osztályának verébalakúak (Passeriformes) rendjébe és a hangyászmadárfélék (Thamnophilidae) családjába tartozó faj.

## Rendszerezése
A fajt August von Pelzeln osztrák ornitológus írta le 1868-ban.

## Alfajai
- Thamnophilus stictocephalus parkeri M. L. Isler, P. R. Isler & B. M. Whitney, 1997
- Thamnophilus stictocephalus stictocephalus Pelzeln, 1868[2]

## Előfordulása
Dél-Amerikában, Bolívia és Brazília területén honos. Természetes élőhelyei a szubtrópusi vagy trópusi síkvidéki esőerdők és lombhullató erdők. Állandó, nem vonuló faj.

## Megjelenése
Testhossza 15 centiméter, testtömege 19–22 gramm.

## Életmódja
Különböző rovarokkal táplálkozik.

## Természetvédelmi helyzete
Az elterjedési területe rendkívül nagy, egyedszáma ugyan csökkenő, de még nem éri el a kritikus szintet. A Természetvédelmi Világszövetség Vörös listáján nem fenyegetett fajként szerepel.